# Konferenz von Lushan

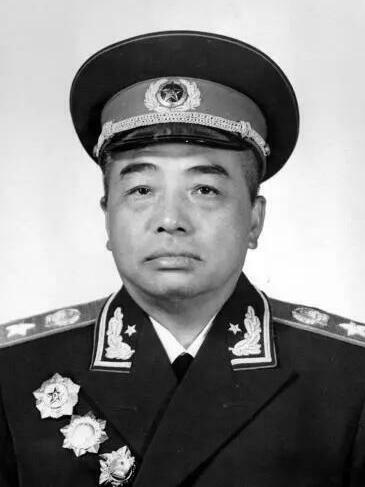
Peng Dehuai, der auf der Konferenz von Lushan Mao Zedong für die Fehlentwicklung des Großen Sprungs nach vorne verantwortlich machte

Die Konferenz von Lushan (廬山會議, 庐山会议) war ein Treffen der führenden kommunistischen Kader im Juli 1959 in dem Erholungsort Lushan in der Provinz Jiangxi, Volksrepublik China. Sie wurde berühmt aufgrund zweier miteinander verknüpfter Ereignisse: der Absetzung Peng Dehuais als Verteidigungsminister und der Bekräftigung der eigentlich als falsch erkannten Strategie des Großen Sprungs nach vorn.

## Vorgeschichte
Die Vorbereitungen zum Großen Sprung nach vorn begannen im Winter 1957/58, als man einige Genossenschaften, die bis dahin vorherrschende Organisationsform in der Landwirtschaft, zu größeren Einheiten zusammenfasste. Im Laufe des Jahres 1958 gingen die 740 000 Genossenschaften und Kollektive in 26 000 Kommunen auf. Bereits im Herbst 1958 gab es erste ernsthafte Schwierigkeiten auf dem Land, die unter anderem dazu führten, dass einzelne Kommunen Teile ihrer Strukturen wieder zurückbauten bzw. Abstand von der Absolutheit zentraler Kommunegedanken nahmen und private Landbewirtschaftung und private Versorgung und Betreuung wieder zuließen.
Auf der politischen Ebene fand im November 1958 ein Treffen der Führungsspitze der KPCh in Wuhan statt, aus dessen Protokollen indirekt hervorgeht, dass man sich über Fehlentwicklungen des Großen Sprungs nach vorn im Klaren war. In den Dokumenten finden sich Hinweise, wie den negativen Auswirkungen begegnet werden und die Bewegung in wirtschaftlich verträgliche Bahnen gelenkt werden sollte. Fehler wurden auch von Mao Zedong, dem der Große Sprung ein Hauptanliegen war, zugegeben. Ein Ergebnis dieses Treffens war der Rücktritt Maos vom Posten des Parteivorsitzenden. Diese Position sollte von Liu Shaoqi übernommen werden, der das Amt im Frühjahr 1959 antrat. Eine wesentliche Korrektur des Großen Sprunges fand jedoch trotz der zaghaften Begrenzungsversuche vom November 1958 nicht statt.

## Peng Dehuais Reise aufs Land
Anfang des Jahres 1959 unternahm Peng Dehuai, der damalige Verteidigungsminister, wie andere Politiker während des Großen Sprunges auch, eine Reise über Land. Dabei wurde deutlich, dass die Bewegung keineswegs die großartigen Ergebnisse hervorbrachte, die nach Peking gemeldet wurden. Peng konnte sich davon überzeugen, dass die Hinterhofstahlherstellung zu Ausschussware führte und die Ernten lediglich ganz normal ausgefallen waren. Aufgrund der Verschiebung der wirtschaftlichen Ausrichtung erfuhr die eigentliche Aufgabe der Bauern, die Acker- und Viehwirtschaft, weniger Aufmerksamkeit, bisweilen sogar erhebliche Vernachlässigung. Angespornt von den Meldungen des angeblichen Nahrungsmittelüberschusses wurde auch der Nahrungsmittelkonsum angeheizt, was bereits Anfang 1959 zu regionaler Lebensmittelknappheit und Problemen bei der Grundversorgung mit materiellen Gütern führte.
Peng Dehuai sah dies unter anderem in seinem Heimatdorf, wo insbesondere Alte und Kinder unter der Versorgungslage litten und die Bauern schweigend aber erbittert die ihnen von der Bewegung diktierten Lebensumstände wie die Versorgung in Kantinen, die Aufgabe des privaten Familienlebens und die Militarisierung der täglichen Existenz ertrugen. Sie offenbarten auch die erzwungene Übertreibung bei der Meldung von Produktionsergebnissen, da eine zu niedrige Zahl womöglich eine Stigmatisierung als Rechtsabweichler nach sich zog. Peng besuchte außerdem Mao Zedongs Heimatdorf Shaoshan, dem es deutlich besser ging und in dem es tatsächlich eine Produktionssteigerung gegeben hatte. Allerdings war dies vor allem massiver staatlicher Unterstützung durch Kredite zu verdanken.
Zusätzliche Indikatoren, dass der Große Sprung aus dem Ruder lief, waren für Peng Dehuai direkt bei der Volksbefreiungsarmee zu finden, deren Führer er als Verteidigungsminister de facto war. Einerseits gab es Hilfslieferungen in vom Hunger betroffene Gebiete, die von der VBA durchgeführt wurden, andererseits breiteten sich Gerüchte in der Armee aus, deren Rekruten hauptsächlich Bauernsöhne waren, die Nachrichten über die problematische Lage von zu Hause erhielten.

## Die Konferenz
Die Konferenz begann am 2. Juli 1959 mit informellen Gesprächen und Arbeitsgruppen, in denen alle Aspekte des großen Sprunges diskutiert werden sollten. Peng Dehuai wollte seine Teilnahme zunächst absagen, da er gerade von einer sechswöchigen Reise durch die Sowjetunion und Osteuropa zurückgekehrt war, wurde aber von Mao Zedong gedrängt, teilzunehmen. In den Gesprächen seiner Arbeitsgruppe äußerte sich Peng zu seinen Erlebnissen vom Jahresanfang, zu den Schlüssen, die er daraus gezogen hatte, als auch zu einem Gespräch mit Mao Zedong zu diesem Thema. Unter anderem wurde sichtbar, wie unterschiedlich Mao und Peng die Lage in Shaoshan beurteilten. Während Mao nach einem Besuch in seinem Heimatdorf eine Eloge auf den Großen Sprung mit historischen Anklängen verfasste, machte Peng in seiner Arbeitsgruppe deutlich, dass es nicht schwer war, herauszufinden, dass es zwar eine Produktionssteigerung gegeben habe, die aber deutlich unter dem lag, was für das Dorf angegeben wurde. Die tatsächliche Steigerung von 16 % sei jedoch nur aufgrund von Subventionen und Krediten zustande gekommen.
Peng berichtete außerdem, dass er Mao Zedong darauf angesprochen habe, dieser verneinte jedoch, darüber Informationen erhalten zu haben. Peng äußerte in der Gruppe die Vermutung, dass Mao sehr wohl wusste, wie die Ergebnisse in Shaoshan zustande kamen. Der später häufiger geäußerten Vermutung, Mao konnte über die Auswirkungen des Großen Sprunges nicht Bescheid wissen, da ihm nur die geschönten Zahlen vorgelegt wurden und er auf seinen Reisen nur die aufgehübschte Fassade zu sehen bekam, widerspricht auch der eher bedächtige Maurice Meisner in seiner Mao-Biografie von 2007: „Er war ein zu kluger Beobachter des ländlichen Lebens, als dass er nicht um den Unterschied zwischen einem echten und einem potemkinschen Dorf wusste. Wenn er getäuscht wurde, dann nur, weil er getäuscht werden wollte.“

### Der Brief
Einige Tage nach dem Beginn der informellen Gespräche verfasste Peng Dehuai einen Brief, in dem er seine Gedanken und Analysen zum Großen Sprung darlegte, und adressierte ihn an Mao Zedong. Er gab ihn am 13. Juli in Maos Büro ab. In diesem Brief, der eine Mischung aus Lob und Kritik für die Politik und die bisherigen Ergebnisse des Großen Sprungs war, sprach Peng auch die Fehlentwicklungen und negativen Auswüchse an: So sei der Große Sprung trotz der erreichten Produktionssteigerungen eine Angelegenheit von Verlust und Gewinn gewesen – Peng änderte hier die Reihenfolge der beiden Begriffe wohl bewusst. Unter anderem sei es zu erheblichen Übertreibungen gekommen, es habe Fehler bei der Stahlherstellung gegeben, und die gemachten Vorgaben zur Durchführung der Bewegung seien wohl unzureichend gewesen. Auch sei es, wie es in der Sprache jener Zeit heißt, „zu linksabweichlerischen Fehleinschätzungen gekommen, die man als kleinbürgerlichen Fanatismus bezeichnen könne“. Obwohl Peng diesen Brief lediglich an Mao persönlich richtete und um eine ebensolche Einschätzung und Bewertung seiner Ansichten bat, ließ Mao Zedong diesen Brief vervielfältigen und am 17. Juli an alle Teilnehmer des Treffens verteilen. Dies wurde zunächst als Zeichen dafür gedeutet, dass Pengs Ansichten eine Grundlage für weitere Diskussionen sein könnten, so dass sich in den nächsten Tagen einige Anwesende mit unterstützenden Beiträgen zu Wort melden, darunter Zhang Wentian, Li Xiannian und Chen Yi.

### Die Verurteilung Peng Dehuais

#### Die Tagung des Politbüros
Im Verlauf des offiziellen Teils des Treffens, der Tagung des Politbüros, hielt Mao am 23. Juli eine Rede, in deren Verlauf allen Anwesenden bewusst wurde, dass Pengs Ansichten nicht erwünscht waren. Er beschuldigte Peng der Bildung einer rechtsopportunistischen Clique, der prinzipienlosen parteiinternen Aktivität und erhob den Vorwurf, dass Peng während seines kürzlichen Aufenthaltes in der Sowjetunion Chruschtschow Daten geliefert habe, die es dem sowjetischen Staatschef erlaubten, sich in einer Rede über die Kommunen lustig zu machen. Tatsächlich hatte Peng Dehuai dieses Thema wohl bei seinem Besuch nicht nur in der Sowjetunion, sondern auch auf anderen Stationen seiner Osteuropareise angesprochen. Was Mao den Vorwurf des Verrats leicht machte, war eine taiwanische Agenturmeldung, die die wenig unterstützenden Worte Chruschtschows verbreitete. Mao ließ diese Meldung ebenfalls verteilen, die Pengs konterrevolutionäre Gesinnung, die dem Feind in die Hände arbeitete, offenbaren sollte.
Gleichzeitig räumte Mao ein, dass bislang während des Großen Sprungs Fehler gemacht wurden. So sei die staatliche Planung zusammengebrochen, die Kampagne zur Stahlherstellung, als deren Folge es zur Katastrophe kam, sei seine persönliche Verantwortung, und die Kommunen wurden zu schnell aufgebaut. Obwohl seine Rede von Historikern als sprunghaft und improvisiert charakterisiert wird, verbindet er dieses Eingeständnis, das die Hauptkritikpunkte Pengs aufgreift, offensichtlich argumentativ geschickt mit einer Referenz an die theoretischen Gestalter des ideologischen Rahmens, in dem sich die Partei bewegt. So hätten schließlich auch Lenin und Marx selbst Fehler gemacht, seien ungeduldig gewesen, hätten Dinge prophezeit, die so nicht eingetreten seien, und hätten sich damit ebenfalls des kleinbürgerlichen Fanatismus schuldig gemacht. Selbst Konfuzius sei nicht frei von Fehlern und überzogenen Erwartungen gewesen. Es sei also gut möglich, dass der mit dem Großen Sprung nach vorn angestrebte Übergang zum Kommunismus noch etwas länger dauern und anstrengender werden würde als zunächst angenommen. Dennoch sei Pengs Brief ein Irrtum in Hinblick auf die politische Linie. Mao vergleicht Pengs „Irrtum“ mit denen von Li Lisan, der nach 1930 keine bedeutende Rolle mehr in der Partei spielte, Wang Ming, der 1956 in die Sowjetunion ins Exil ging, und Gao Gang, der nach Ambitionen auf den Posten Liu Shaoqis 1954 Suizid verübte, und nimmt damit eine eindeutige Einordnung von Pengs Brief vor.
Mao bestand darauf, dass die Grundlagen des Großen Sprungs in die richtige Richtung gingen, und stellte die Versammlung vor die Wahl, sich entweder für den Großen Sprung und damit für ihn einzusetzen oder aber zu schwanken und sich Peng Dehuai anzuschließen. Sollten die Anwesenden sich für Letzteres entscheiden, so würde er, Mao, in die Berge gehen, die Bauern erneut mobilisieren und einen Guerillakrieg gegen die Regierung führen. Diese Drohung des mittlerweile 65-Jährigen mag vor allem eine dramatische Zuspitzung gewesen sein, aber sie vermittelte die eindeutige Botschaft – er oder ich, und ohne mich droht der Zusammenbruch.

#### Das Plenum des Zentralkomitees
Die eigentliche Konferenz endete am 30. Juli, am nächsten Tag begann das eigens einberufene Plenum des Zentralkomitees, das über die Abberufung Pengs beschließen konnte. Peng und seine Unterstützer hatten keine Chance mehr, ihre Eliminierung von der politischen Bühne zu verhindern. Die erhobenen Vorwürfe wogen schwer und es fand sich fast niemand, dessen politisches Gewicht groß genug war, um bei der Äußerung eines kritischen Gedankens nicht sofort seine Existenz zu riskieren. Lediglich Zhu De, neben Mao und Peng einer der drei großen Armeeführer aus der Bürgerkriegszeit, sprach sich für eine Mäßigung aus, was er wenig später mit einer Selbstkritik „wiedergutmachen“ musste. Peng Dehuai selbst unterzog sich in Lushan einer offenbar sehr erniedrigenden Selbstkritik in Bezug auf die im Brief geäußerten Ansichten – ein Schritt, den er später bereute.
Es wurde beschlossen, dass Peng Dehuai und Zhang Wentian, der gemeinsam mit Peng in der Sowjetunion gewesen war, ihre Regierungsämter verlieren sollten. Beide behielten jedoch ihre Mitgliedschaft im Politbüro, was wohl darauf zurückzuführen ist, dass es für Mao zu diesem Zeitpunkt schwierig war, einen derart anerkannten und verdienten Mann wie Peng Dehuai in seiner gesellschaftlichen Existenz vollkommen zu vernichten.

## Einordnung
Die Absetzung Peng Dehuais als Verteidigungsminister war das nach außen sichtbare Ergebnis dieser Konferenz. Aber die Auswirkungen waren weitreichender.
Jonathan Spence bezeichnet die Lushan-Konferenz als einen Wendepunkt in der Parteigeschichte, da hier erstmals öffentlich Kritik innerhalb des höchsten Kaderkreises an einer Strategie oder politischen Ausrichtung der Partei als persönlicher Angriff auf den Führungsrolle Mao Zedongs durch selbigen interpretiert und von niemandem hinterfragt wurde. Die Historiker sind sich weitgehend einig, dass sich hier endgültig ein Widerspruch als Regel manifestierte: Mao Zedong durfte sich selbst, andere Personen, Strategien und politische Ausrichtungen kritisieren, eine ebensolche Kritik durch andere musste jedoch vor ihm bestehen bzw. wurde auf die in Lushan demonstrierte Art behandelt.
Des Weiteren wurde die Chance vertan, die Strategie des Großen Sprungs nach vorn zu überdenken und Richtungskorrekturen vorzunehmen oder die Bewegung zu beenden. Die Hungerkatastrophe und die erheblichen Versorgungsengpässe setzten sich bis 1961 fort.
Die Kontrolle über die Armee lag nun wieder vollständig bei Mao Zedong, der den ihm zu diesem Zeitpunkt loyal ergebenen Lin Biao als Nachfolger von Peng Dehuai ins Spiel brachte. Gleichzeitig mit der Übernahme des Amtes als Verteidigungsminister durch Lin konnte man einen Bedeutungszuwachs der Armee als Macht- und Gestaltungsfaktor in der Innenpolitik beobachten, was insbesondere in den Jahren vor und den ersten Jahren der Kulturrevolution zum Tragen kommen sollte.